# Rainer Matthes
Rainer Matthes (* 1941 in Zeitz) ist ein deutscher Landwirt und Politiker (CDU).

## Leben und Beruf
Nach dem Besuch der Oberschule in Zeitz nahm Matthes ein Studium der Landwirtschaft an der Martin-Luther-Universität Halle-Wittenberg auf, das er mit der Prüfung als Diplom-Landwirt beendete. 1975/76 leistete er Grundwehrdienst bei der NVA. Anschließend arbeitete er als Betriebsassistent, Betriebswirtschaftler und Hauptökonom bei der LPG für Pflanzenproduktion in Mittenwalde. Darüber hinaus agierte er als stellvertretender Vorstandsvorsitzender der Märkischen Agrargenossenschaft Mittenwalde.
Rainer Matthes ist verheiratet und hat keine Kinder.

## Politik
Matthes trat 1966 in die Ost-CDU ein und wurde 1990 Mitglied der gesamtdeutschen Christdemokraten. Von 1990 bis 1994 war er Abgeordneter des Brandenburgischen Landtages. Hier war er von 1990 bis 1994 Mitglied des Ausschusses für Haushalt und Finanzen und von 1992 bis 1994 Vorsitzender des Ausschusses für Haushaltskontrolle. Im Parlament vertrat er den Wahlkreis Königs Wusterhausen I.